# لادروم كلاسيك 2025
لادروم كلاسيك 2025 (بالفرنسية: Drôme Classic 2025)‏ هو سباق دراجات هوائية من فئة  1.1، وهو الموسم الثاني عشر من لادروم كلاسيك، وأقيم في 2 مارس 2025 ضمن سباقات سلسلة سباقات الاتحاد الدولي للدراجات للمحترفين 2025.
فاز بالمركز الأول خوان أيوسو، وحلَّ في المركز الثاني ماتياس سكجلموس جنسن، بينما جاء Ben Tulett ‏ في المركز الثالث.

## الفرق
| فرق عالمية (13)- UAE Team Emirates XRG - Team Visma \| Lease a Bike - Soudal Quick-Step - Lidl-Trek - Groupama-FDJ - Decathlon AG2R La Mondiale Team - EF Education-EasyPost - Movistar Team - Intermarché-Wanty - Team Picnic-PostNL - Cofidis - Arkéa-B&B Hotels - XDS Astana Team فرق برو (6)- سويس ريسينغ أكادمي ‏ - Lotto - Israel-Premier Tech - Team TotalEnergies - فريق الدراجات Q36.5 ‏ - Unibet Tietema Rockets ‏ فرق قارية (4)- إتش بي بي تي بي – أوبير 93 ‏ - Van Rysel–Roubaix ‏ - CIC U Nantes Atlantique ‏ - Nice Métropole Côte d'Azur ‏ |  |
| |  |

## المشاركون
| سويس ريسينغ أكادمي ‏ TUD | سويس ريسينغ أكادمي ‏ TUD | سويس ريسينغ أكادمي ‏ TUD |
| ----------------------- | ----------------------- | ----------------------- |
| م                       | عداء                    | مرتبة                   |
| 1                       | مارك هيرشي              | 4                       |
| 2                       | Marco Brenner ‏          | لم يكمل السباق          |
| 3                       | Yannis Voisard ‏         | لم يكمل السباق          |
| 4                       | Mathys Rondel ‏          | 58                      |
| 5                       | جاكوب أريكسون ‏          | 86                      |
| 6                       | لوكاس أريكسون           | لم يكمل السباق          |
| 7                       | Roland Thalmann ‏        | لم يكمل السباق          |

| UAE Team Emirates XRG UAD | UAE Team Emirates XRG UAD | UAE Team Emirates XRG UAD |
| ------------------------- | ------------------------- | ------------------------- |
| م                         | عداء                      | مرتبة                     |
| 11                        | خوان أيوسو                | 1                         |
| 12                        | براندون ماكنولتي          | لم يكمل السباق            |
| 13                        | Jan Christen ‏             | لم يكمل السباق            |
| 14                        | إسحاق ديل تورو ‏           | 31                        |
| 15                        | Igor Arrieta ‏             | لم يكمل السباق            |
| 16                        | Julius Johansen ‏          | لم يكمل السباق            |
| 17                        | SVK                       | لم يكمل السباق            |

| Team Visma \| Lease a Bike TVL | Team Visma \| Lease a Bike TVL | Team Visma \| Lease a Bike TVL |
| ------------------------------ | ------------------------------ | ------------------------------ |
| م                              | عداء                           | مرتبة                          |
| 21                             | Axel Zingle ‏                   | 37                             |
| 22                             | أتيلا فالتر                    | 21                             |
| 23                             | Cian Uijtdebroeks ‏             | 52                             |
| 24                             | Menno Huising ‏                 | 49                             |
| 25                             | Ben Tulett ‏                    | 3                              |
| 26                             | ديلان فان بارلي                | 62                             |
| 27                             | Tijmen Graat ‏                  | 51                             |

| Soudal Quick-Step SOQ | Soudal Quick-Step SOQ   | Soudal Quick-Step SOQ |
| --------------------- | ----------------------- | --------------------- |
| م                     | عداء                    | مرتبة                 |
| 31                    | Valentin Paret-Peintre ‏ | 26                    |
| 32                    | Ilan Van Wilder ‏        | 73                    |
| 33                    | Junior Lecerf ‏          | 43                    |
| 34                    | Gianmarco Garofoli ‏     | 38                    |
| 35                    | Louis Vervaeke ‏         | 18                    |
| 36                    | Jonathan Vervenne ‏      | 78                    |
| 37                    | بيتر سيري               | 56                    |

| Lidl-Trek LTK | Lidl-Trek LTK     | Lidl-Trek LTK |
| ------------- | ----------------- | ------------- |
| م             | عداء              | مرتبة         |
| 41            | Mattias Skjelmose | 2             |
| 42            | باوك موليما       | 77            |
| 43            | كوين سيمونز       | 8             |
| 44            | Andrea Bagioli ‏   | 5             |
| 45            | جوليان برنارد     | 94            |
| 46            | تاو غايغن هارت    | 39            |
| 47            | Otto Vergaerde ‏   | 93            |

| Groupama-FDJ GFC | Groupama-FDJ GFC          | Groupama-FDJ GFC |
| ---------------- | ------------------------- | ---------------- |
| م                | عداء                      | مرتبة            |
| 51               | فالنتين مادواس            | 14               |
| 52               | Guillaume Martin-Guyonnet | 22               |
| 53               | Brieuc Rolland ‏           | 27               |
| 54               | Tom Donnenwirth ‏          | لم يكمل السباق   |
| 55               | Thibaud Gruel ‏            | 23               |
| 56               | ريمي كافانيا              | 57               |
| 57               | Baptiste Grégoire ‏        | 79               |

| Lotto LOT | Lotto LOT              | Lotto LOT      |
| --------- | ---------------------- | -------------- |
| م         | عداء                   | مرتبة          |
| 61        | Logan Currie ‏          | 29             |
| 62        | إدواردو سيبولفيدا      | 41             |
| 63        | Lorenz Van de Wynkele ‏ | لم يكمل السباق |
| 64        | Henri Vandenabeele ‏    | لم يكمل السباق |
| 65        | روبن تومسون            | لم يكمل السباق |
| 66        | يوناس غريغارد          | 64             |

| Decathlon-AG2R La Mondiale DAT | Decathlon-AG2R La Mondiale DAT | Decathlon-AG2R La Mondiale DAT |
| ------------------------------ | ------------------------------ | ------------------------------ |
| م                              | عداء                           | مرتبة                          |
| 71                             | FRA                            | 80                             |
| 72                             | Dorian Godon ‏                  | 6                              |
| 73                             | Bastien Tronchon ‏              | لم يكمل السباق                 |
| 74                             | Victor Lafay ‏                  | لم يكمل السباق                 |
| 75                             | Nicolas Prodhomme ‏             | لم يكمل السباق                 |
| 76                             | Noa Isidore ‏                   | 40                             |
| 77                             | SUI                            | لم يكمل السباق                 |

| EF Education-EasyPost EFE | EF Education-EasyPost EFE | EF Education-EasyPost EFE |
| ------------------------- | ------------------------- | ------------------------- |
| م                         | عداء                      | مرتبة                     |
| 82                        | Ben Healy (cyclist) ‏      | 30                        |
| 83                        | آرشي ريان ‏                | 35                        |
| 84                        | ألكساندر سيبيدا           | لم يكمل السباق            |
| 85                        | Samuele Battistella ‏      | 88                        |
| 86                        | Markel Beloki ‏            | لم يكمل السباق            |
| 87                        | Jack Rootkin-Gray ‏        | لم يكمل السباق            |

| Movistar Team MOV | Movistar Team MOV   | Movistar Team MOV |
| ----------------- | ------------------- | ----------------- |
| م                 | عداء                | مرتبة             |
| 91                | إنريك ماس           | 32                |
| 92                | خافيير رومو ‏        | لم يكمل السباق    |
| 93                | Pelayo Sánchez ‏     | لم يكمل السباق    |
| 94                | Natnael Tesfatsion ‏ | 36                |
| 95                | دافيد فورمولو       | 67                |

| Intermarché-Wanty IWA | Intermarché-Wanty IWA | Intermarché-Wanty IWA |
| --------------------- | --------------------- | --------------------- |
| م                     | عداء                  | مرتبة                 |
| 101                   | لورينزو روتا          | 16                    |
| 102                   | Francesco Busatto ‏    | 53                    |
| 103                   | Louis Barré ‏          | 17                    |
| 104                   | لويس مينتيس           | لم يكمل السباق        |
| 105                   | Kobe Goossens ‏        | 96                    |
| 106                   | Simone Gualdi ‏        | 19                    |
| 107                   | Gerben Kuypers ‏       | لم يكمل السباق        |

| Team Picnic-PostNL TPP | Team Picnic-PostNL TPP | Team Picnic-PostNL TPP |
| ---------------------- | ---------------------- | ---------------------- |
| م                      | عداء                   | مرتبة                  |
| 111                    | رومان بارديه           | لم يكمل السباق         |
| 113                    | وارن بارجويل           | 9                      |
| 114                    | كريس هاميلتون          | 25                     |
| 115                    | Robbe Dhondt ‏          | 65                     |
| 116                    | رومان كومبو            | 72                     |
| 117                    | Bjoern Koerdt ‏         | لم يكمل السباق         |

| Cofidis COF | Cofidis COF      | Cofidis COF    |
| ----------- | ---------------- | -------------- |
| م           | عداء             | مرتبة          |
| 121         | اليكس ارانبورو   | 12             |
| 122         | خيسوس هييرادة    | 61             |
| 123         | أنتوني بيريز     | 54             |
| 124         | Sam Maisonobe ‏   | 46             |
| 125         | Jonathan Lastra ‏ | 33             |
| 126         | سيرجيو ساميتيير  | 74             |
| 127         | Hugo Toumire ‏    | لم يكمل السباق |

| Arkéa-B&B Hotels ARK | Arkéa-B&B Hotels ARK     | Arkéa-B&B Hotels ARK |
| -------------------- | ------------------------ | -------------------- |
| م                    | عداء                     | مرتبة                |
| 131                  | كليمان فنتوريني          | 45                   |
| 132                  | Raúl García Pierna ‏      | 60                   |
| 133                  | Simon Guglielmi ‏         | 48                   |
| 134                  | Embret Svestad-Bårdseng ‏ | 28                   |
| 135                  | ميشيل رييس               | 75                   |
| 136                  | Louis Rouland ‏           | لم يكمل السباق       |
| 137                  | Baptiste Poulard ‏        | 95                   |

| XDS Astana Team XAT | XDS Astana Team XAT  | XDS Astana Team XAT |
| ------------------- | -------------------- | ------------------- |
| م                   | عداء                 | مرتبة               |
| 141                 | كريستيان سكاروني ‏    | 44                  |
| 142                 | Clément Champoussin ‏ | 7                   |
| 143                 | لورينزو فورتوناتو    | 10                  |
| 144                 | Anthon Charmig ‏      | 82                  |
| 145                 | Nicola Conci ‏        | لم يكمل السباق      |
| 146                 | Darren van Bekkum ‏   | 50                  |
| 147                 | Simone Zanini‏        | 71                  |

| Israel-Premier Tech IPT | Israel-Premier Tech IPT | Israel-Premier Tech IPT |
| ----------------------- | ----------------------- | ----------------------- |
| م                       | عداء                    | مرتبة                   |
| 151                     | كوربين سترونغ           | 63                      |
| 152                     | Matthew Riccitello ‏     | 84                      |
| 153                     | مايكل وودز              | 15                      |
| 154                     | Pier-André Côté ‏        | لم يكمل السباق          |
| 155                     | كريستس نيولاندز         | 70                      |
| 156                     | Viggo Moore ‏            | لم يكمل السباق          |
| 157                     | Nadav Raisberg ‏         | 97                      |

| Team TotalEnergies TEN | Team TotalEnergies TEN | Team TotalEnergies TEN |
| ---------------------- | ---------------------- | ---------------------- |
| م                      | عداء                   | مرتبة                  |
| 161                    | Alexandre Delettre ‏    | 13                     |
| 162                    | Mathieu Burgaudeau ‏    | 11                     |
| 163                    | Mattéo Vercher ‏        | 83                     |
| 164                    | بيير لاتور             | 91                     |
| 165                    | توماس بونيت            | لم يكمل السباق         |
| 166                    | Alan Jousseaume ‏       | لم يكمل السباق         |
| 167                    | Nicola Marcerou ‏       | لم يكمل السباق         |

| فريق الدراجات Q36.5 ‏ Q36 | فريق الدراجات Q36.5 ‏ Q36 | فريق الدراجات Q36.5 ‏ Q36 |
| ------------------------ | ------------------------ | ------------------------ |
| م                        | عداء                     | مرتبة                    |
| 171                      | Harm Vanhoucke ‏          | 69                       |
| 172                      | ماتيو باديلاتي           | لم يكمل السباق           |
| 173                      | Marcel Camprubí ‏         | 90                       |
| 174                      | Sjoerd Bax ‏              | لم يكمل السباق           |
| 175                      | Walter Calzoni ‏          | لم يكمل السباق           |
| 176                      | Milan Vader ‏             | 89                       |
| 177                      | Xabier Azparren ‏         | 42                       |

| Unibet Tietema Rockets ‏ RKT | Unibet Tietema Rockets ‏ RKT | Unibet Tietema Rockets ‏ RKT |
| --------------------------- | --------------------------- | --------------------------- |
| م                           | عداء                        | مرتبة                       |
| 181                         | جيوفاني كاربوني             | 20                          |
| 182                         | أودد كريستيان إيكينغ        | لم يكمل السباق              |
| 183                         | Adrien Maire ‏               | 81                          |
| 184                         | Sergio Meris ‏               | 55                          |
| 185                         | Adam Ťoupalík ‏              | 85                          |
| 186                         | Killian Verschuren ‏         | لم يكمل السباق              |
| 187                         | Baptiste Huyet ‏             | 87                          |

| إتش بي بي تي بي – أوبير 93 ‏ AUB | إتش بي بي تي بي – أوبير 93 ‏ AUB | إتش بي بي تي بي – أوبير 93 ‏ AUB |
| ------------------------------- | ------------------------------- | ------------------------------- |
| م                               | عداء                            | مرتبة                           |
| 191                             | Nicolas Breuillard ‏             | 24                              |
| 192                             | Morné van Niekerk ‏              | لم يكمل السباق                  |
| 193                             | Yohann Simon ‏                   | لم يكمل السباق                  |
| 194                             | توماس شامبيون                   | لم يكمل السباق                  |
| 195                             | Romain Cardis ‏                  | لم يكمل السباق                  |
| 196                             | Lucas Beneteau ‏                 | 68                              |
| 197                             | ألان ريو ‏                       | لم يكمل السباق                  |

| Van Rysel–Roubaix ‏ VRR | Van Rysel–Roubaix ‏ VRR | Van Rysel–Roubaix ‏ VRR |
| ---------------------- | ---------------------- | ---------------------- |
| م                      | عداء                   | مرتبة                  |
| 201                    | Rait Ärm ‏              | لم يكمل السباق         |
| 202                    | Rémi Capron ‏           | 76                     |
| 203                    | Maxime Jarnet ‏         | 66                     |
| 204                    | Célestin Guillon ‏      | لم يكمل السباق         |
| 206                    | كيني مولي              | 59                     |
| 207                    | Maximilien Juillard ‏   | لم يكمل السباق         |

| CIC U Nantes Atlantique ‏ UCN | CIC U Nantes Atlantique ‏ UCN | CIC U Nantes Atlantique ‏ UCN |
| ---------------------------- | ---------------------------- | ---------------------------- |
| م                            | عداء                         | مرتبة                        |
| 211                          | FRA                          | لم يكمل السباق               |
| 212                          | Axel Mariault ‏               | 92                           |
| 213                          | Yaël Joalland ‏               | 47                           |
| 214                          | Joris Chaussinand ‏           | لم يكمل السباق               |
| 215                          | Antoine Hue ‏                 | لم يكمل السباق               |
| 216                          | Matisse Julien ‏              | لم يكمل السباق               |
| 217                          | Lenaïc Langella ‏             | لم يكمل السباق               |

| Nice Métropole Côte d'Azur ‏ NMC | Nice Métropole Côte d'Azur ‏ NMC | Nice Métropole Côte d'Azur ‏ NMC |
| ------------------------------- | ------------------------------- | ------------------------------- |
| م                               | عداء                            | مرتبة                           |
| 221                             | Jaakko Hänninen ‏                | لم يكمل السباق                  |
| 222                             | Damien Girard (cyclist) ‏        | لم يكمل السباق                  |
| 223                             | Andrei Carbunarea‏               | لم يكمل السباق                  |
| 224                             | (Wikidata:Q233)                 | 34                              |
| 225                             | Dylan Massa‏                     | لم يكمل السباق                  |
| 226                             | Noah Knecht‏                     | لم يكمل السباق                  |

| سويس ريسينغ أكادمي ‏ TUD | سويس ريسينغ أكادمي ‏ TUD | سويس ريسينغ أكادمي ‏ TUD |
| ----------------------- | ----------------------- | ----------------------- |
| م                       | عداء                    | مرتبة                   |
| 1                       | مارك هيرشي              | 4                       |
| 2                       | Marco Brenner ‏          | لم يكمل السباق          |
| 3                       | Yannis Voisard ‏         | لم يكمل السباق          |
| 4                       | Mathys Rondel ‏          | 58                      |
| 5                       | جاكوب أريكسون ‏          | 86                      |
| 6                       | لوكاس أريكسون           | لم يكمل السباق          |
| 7                       | Roland Thalmann ‏        | لم يكمل السباق          |

| UAE Team Emirates XRG UAD | UAE Team Emirates XRG UAD | UAE Team Emirates XRG UAD |
| ------------------------- | ------------------------- | ------------------------- |
| م                         | عداء                      | مرتبة                     |
| 11                        | خوان أيوسو                | 1                         |
| 12                        | براندون ماكنولتي          | لم يكمل السباق            |
| 13                        | Jan Christen ‏             | لم يكمل السباق            |
| 14                        | إسحاق ديل تورو ‏           | 31                        |
| 15                        | Igor Arrieta ‏             | لم يكمل السباق            |
| 16                        | Julius Johansen ‏          | لم يكمل السباق            |
| 17                        | SVK                       | لم يكمل السباق            |

| Team Visma \| Lease a Bike TVL | Team Visma \| Lease a Bike TVL | Team Visma \| Lease a Bike TVL |
| ------------------------------ | ------------------------------ | ------------------------------ |
| م                              | عداء                           | مرتبة                          |
| 21                             | Axel Zingle ‏                   | 37                             |
| 22                             | أتيلا فالتر                    | 21                             |
| 23                             | Cian Uijtdebroeks ‏             | 52                             |
| 24                             | Menno Huising ‏                 | 49                             |
| 25                             | Ben Tulett ‏                    | 3                              |
| 26                             | ديلان فان بارلي                | 62                             |
| 27                             | Tijmen Graat ‏                  | 51                             |

| Soudal Quick-Step SOQ | Soudal Quick-Step SOQ   | Soudal Quick-Step SOQ |
| --------------------- | ----------------------- | --------------------- |
| م                     | عداء                    | مرتبة                 |
| 31                    | Valentin Paret-Peintre ‏ | 26                    |
| 32                    | Ilan Van Wilder ‏        | 73                    |
| 33                    | Junior Lecerf ‏          | 43                    |
| 34                    | Gianmarco Garofoli ‏     | 38                    |
| 35                    | Louis Vervaeke ‏         | 18                    |
| 36                    | Jonathan Vervenne ‏      | 78                    |
| 37                    | بيتر سيري               | 56                    |

| Lidl-Trek LTK | Lidl-Trek LTK     | Lidl-Trek LTK |
| ------------- | ----------------- | ------------- |
| م             | عداء              | مرتبة         |
| 41            | Mattias Skjelmose | 2             |
| 42            | باوك موليما       | 77            |
| 43            | كوين سيمونز       | 8             |
| 44            | Andrea Bagioli ‏   | 5             |
| 45            | جوليان برنارد     | 94            |
| 46            | تاو غايغن هارت    | 39            |
| 47            | Otto Vergaerde ‏   | 93            |

| Groupama-FDJ GFC | Groupama-FDJ GFC          | Groupama-FDJ GFC |
| ---------------- | ------------------------- | ---------------- |
| م                | عداء                      | مرتبة            |
| 51               | فالنتين مادواس            | 14               |
| 52               | Guillaume Martin-Guyonnet | 22               |
| 53               | Brieuc Rolland ‏           | 27               |
| 54               | Tom Donnenwirth ‏          | لم يكمل السباق   |
| 55               | Thibaud Gruel ‏            | 23               |
| 56               | ريمي كافانيا              | 57               |
| 57               | Baptiste Grégoire ‏        | 79               |

| Lotto LOT | Lotto LOT              | Lotto LOT      |
| --------- | ---------------------- | -------------- |
| م         | عداء                   | مرتبة          |
| 61        | Logan Currie ‏          | 29             |
| 62        | إدواردو سيبولفيدا      | 41             |
| 63        | Lorenz Van de Wynkele ‏ | لم يكمل السباق |
| 64        | Henri Vandenabeele ‏    | لم يكمل السباق |
| 65        | روبن تومسون            | لم يكمل السباق |
| 66        | يوناس غريغارد          | 64             |

| Decathlon-AG2R La Mondiale DAT | Decathlon-AG2R La Mondiale DAT | Decathlon-AG2R La Mondiale DAT |
| ------------------------------ | ------------------------------ | ------------------------------ |
| م                              | عداء                           | مرتبة                          |
| 71                             | FRA                            | 80                             |
| 72                             | Dorian Godon ‏                  | 6                              |
| 73                             | Bastien Tronchon ‏              | لم يكمل السباق                 |
| 74                             | Victor Lafay ‏                  | لم يكمل السباق                 |
| 75                             | Nicolas Prodhomme ‏             | لم يكمل السباق                 |
| 76                             | Noa Isidore ‏                   | 40                             |
| 77                             | SUI                            | لم يكمل السباق                 |

| EF Education-EasyPost EFE | EF Education-EasyPost EFE | EF Education-EasyPost EFE |
| ------------------------- | ------------------------- | ------------------------- |
| م                         | عداء                      | مرتبة                     |
| 82                        | Ben Healy (cyclist) ‏      | 30                        |
| 83                        | آرشي ريان ‏                | 35                        |
| 84                        | ألكساندر سيبيدا           | لم يكمل السباق            |
| 85                        | Samuele Battistella ‏      | 88                        |
| 86                        | Markel Beloki ‏            | لم يكمل السباق            |
| 87                        | Jack Rootkin-Gray ‏        | لم يكمل السباق            |

| Movistar Team MOV | Movistar Team MOV   | Movistar Team MOV |
| ----------------- | ------------------- | ----------------- |
| م                 | عداء                | مرتبة             |
| 91                | إنريك ماس           | 32                |
| 92                | خافيير رومو ‏        | لم يكمل السباق    |
| 93                | Pelayo Sánchez ‏     | لم يكمل السباق    |
| 94                | Natnael Tesfatsion ‏ | 36                |
| 95                | دافيد فورمولو       | 67                |

| Intermarché-Wanty IWA | Intermarché-Wanty IWA | Intermarché-Wanty IWA |
| --------------------- | --------------------- | --------------------- |
| م                     | عداء                  | مرتبة                 |
| 101                   | لورينزو روتا          | 16                    |
| 102                   | Francesco Busatto ‏    | 53                    |
| 103                   | Louis Barré ‏          | 17                    |
| 104                   | لويس مينتيس           | لم يكمل السباق        |
| 105                   | Kobe Goossens ‏        | 96                    |
| 106                   | Simone Gualdi ‏        | 19                    |
| 107                   | Gerben Kuypers ‏       | لم يكمل السباق        |

| Team Picnic-PostNL TPP | Team Picnic-PostNL TPP | Team Picnic-PostNL TPP |
| ---------------------- | ---------------------- | ---------------------- |
| م                      | عداء                   | مرتبة                  |
| 111                    | رومان بارديه           | لم يكمل السباق         |
| 113                    | وارن بارجويل           | 9                      |
| 114                    | كريس هاميلتون          | 25                     |
| 115                    | Robbe Dhondt ‏          | 65                     |
| 116                    | رومان كومبو            | 72                     |
| 117                    | Bjoern Koerdt ‏         | لم يكمل السباق         |

| Cofidis COF | Cofidis COF      | Cofidis COF    |
| ----------- | ---------------- | -------------- |
| م           | عداء             | مرتبة          |
| 121         | اليكس ارانبورو   | 12             |
| 122         | خيسوس هييرادة    | 61             |
| 123         | أنتوني بيريز     | 54             |
| 124         | Sam Maisonobe ‏   | 46             |
| 125         | Jonathan Lastra ‏ | 33             |
| 126         | سيرجيو ساميتيير  | 74             |
| 127         | Hugo Toumire ‏    | لم يكمل السباق |

| Arkéa-B&B Hotels ARK | Arkéa-B&B Hotels ARK     | Arkéa-B&B Hotels ARK |
| -------------------- | ------------------------ | -------------------- |
| م                    | عداء                     | مرتبة                |
| 131                  | كليمان فنتوريني          | 45                   |
| 132                  | Raúl García Pierna ‏      | 60                   |
| 133                  | Simon Guglielmi ‏         | 48                   |
| 134                  | Embret Svestad-Bårdseng ‏ | 28                   |
| 135                  | ميشيل رييس               | 75                   |
| 136                  | Louis Rouland ‏           | لم يكمل السباق       |
| 137                  | Baptiste Poulard ‏        | 95                   |

| XDS Astana Team XAT | XDS Astana Team XAT  | XDS Astana Team XAT |
| ------------------- | -------------------- | ------------------- |
| م                   | عداء                 | مرتبة               |
| 141                 | كريستيان سكاروني ‏    | 44                  |
| 142                 | Clément Champoussin ‏ | 7                   |
| 143                 | لورينزو فورتوناتو    | 10                  |
| 144                 | Anthon Charmig ‏      | 82                  |
| 145                 | Nicola Conci ‏        | لم يكمل السباق      |
| 146                 | Darren van Bekkum ‏   | 50                  |
| 147                 | Simone Zanini‏        | 71                  |

| Israel-Premier Tech IPT | Israel-Premier Tech IPT | Israel-Premier Tech IPT |
| ----------------------- | ----------------------- | ----------------------- |
| م                       | عداء                    | مرتبة                   |
| 151                     | كوربين سترونغ           | 63                      |
| 152                     | Matthew Riccitello ‏     | 84                      |
| 153                     | مايكل وودز              | 15                      |
| 154                     | Pier-André Côté ‏        | لم يكمل السباق          |
| 155                     | كريستس نيولاندز         | 70                      |
| 156                     | Viggo Moore ‏            | لم يكمل السباق          |
| 157                     | Nadav Raisberg ‏         | 97                      |

| Team TotalEnergies TEN | Team TotalEnergies TEN | Team TotalEnergies TEN |
| ---------------------- | ---------------------- | ---------------------- |
| م                      | عداء                   | مرتبة                  |
| 161                    | Alexandre Delettre ‏    | 13                     |
| 162                    | Mathieu Burgaudeau ‏    | 11                     |
| 163                    | Mattéo Vercher ‏        | 83                     |
| 164                    | بيير لاتور             | 91                     |
| 165                    | توماس بونيت            | لم يكمل السباق         |
| 166                    | Alan Jousseaume ‏       | لم يكمل السباق         |
| 167                    | Nicola Marcerou ‏       | لم يكمل السباق         |

| فريق الدراجات Q36.5 ‏ Q36 | فريق الدراجات Q36.5 ‏ Q36 | فريق الدراجات Q36.5 ‏ Q36 |
| ------------------------ | ------------------------ | ------------------------ |
| م                        | عداء                     | مرتبة                    |
| 171                      | Harm Vanhoucke ‏          | 69                       |
| 172                      | ماتيو باديلاتي           | لم يكمل السباق           |
| 173                      | Marcel Camprubí ‏         | 90                       |
| 174                      | Sjoerd Bax ‏              | لم يكمل السباق           |
| 175                      | Walter Calzoni ‏          | لم يكمل السباق           |
| 176                      | Milan Vader ‏             | 89                       |
| 177                      | Xabier Azparren ‏         | 42                       |

| Unibet Tietema Rockets ‏ RKT | Unibet Tietema Rockets ‏ RKT | Unibet Tietema Rockets ‏ RKT |
| --------------------------- | --------------------------- | --------------------------- |
| م                           | عداء                        | مرتبة                       |
| 181                         | جيوفاني كاربوني             | 20                          |
| 182                         | أودد كريستيان إيكينغ        | لم يكمل السباق              |
| 183                         | Adrien Maire ‏               | 81                          |
| 184                         | Sergio Meris ‏               | 55                          |
| 185                         | Adam Ťoupalík ‏              | 85                          |
| 186                         | Killian Verschuren ‏         | لم يكمل السباق              |
| 187                         | Baptiste Huyet ‏             | 87                          |

| إتش بي بي تي بي – أوبير 93 ‏ AUB | إتش بي بي تي بي – أوبير 93 ‏ AUB | إتش بي بي تي بي – أوبير 93 ‏ AUB |
| ------------------------------- | ------------------------------- | ------------------------------- |
| م                               | عداء                            | مرتبة                           |
| 191                             | Nicolas Breuillard ‏             | 24                              |
| 192                             | Morné van Niekerk ‏              | لم يكمل السباق                  |
| 193                             | Yohann Simon ‏                   | لم يكمل السباق                  |
| 194                             | توماس شامبيون                   | لم يكمل السباق                  |
| 195                             | Romain Cardis ‏                  | لم يكمل السباق                  |
| 196                             | Lucas Beneteau ‏                 | 68                              |
| 197                             | ألان ريو ‏                       | لم يكمل السباق                  |

| Van Rysel–Roubaix ‏ VRR | Van Rysel–Roubaix ‏ VRR | Van Rysel–Roubaix ‏ VRR |
| ---------------------- | ---------------------- | ---------------------- |
| م                      | عداء                   | مرتبة                  |
| 201                    | Rait Ärm ‏              | لم يكمل السباق         |
| 202                    | Rémi Capron ‏           | 76                     |
| 203                    | Maxime Jarnet ‏         | 66                     |
| 204                    | Célestin Guillon ‏      | لم يكمل السباق         |
| 206                    | كيني مولي              | 59                     |
| 207                    | Maximilien Juillard ‏   | لم يكمل السباق         |

| CIC U Nantes Atlantique ‏ UCN | CIC U Nantes Atlantique ‏ UCN | CIC U Nantes Atlantique ‏ UCN |
| ---------------------------- | ---------------------------- | ---------------------------- |
| م                            | عداء                         | مرتبة                        |
| 211                          | FRA                          | لم يكمل السباق               |
| 212                          | Axel Mariault ‏               | 92                           |
| 213                          | Yaël Joalland ‏               | 47                           |
| 214                          | Joris Chaussinand ‏           | لم يكمل السباق               |
| 215                          | Antoine Hue ‏                 | لم يكمل السباق               |
| 216                          | Matisse Julien ‏              | لم يكمل السباق               |
| 217                          | Lenaïc Langella ‏             | لم يكمل السباق               |

| Nice Métropole Côte d'Azur ‏ NMC | Nice Métropole Côte d'Azur ‏ NMC | Nice Métropole Côte d'Azur ‏ NMC |
| ------------------------------- | ------------------------------- | ------------------------------- |
| م                               | عداء                            | مرتبة                           |
| 221                             | Jaakko Hänninen ‏                | لم يكمل السباق                  |
| 222                             | Damien Girard (cyclist) ‏        | لم يكمل السباق                  |
| 223                             | Andrei Carbunarea‏               | لم يكمل السباق                  |
| 224                             | (Wikidata:Q233)                 | 34                              |
| 225                             | Dylan Massa‏                     | لم يكمل السباق                  |
| 226                             | Noah Knecht‏                     | لم يكمل السباق                  |

## التصنيف العام النهائي
| التصنيف العام         | التصنيف العام        | التصنيف العام              | التصنيف العام | التصنيف العام |
| العداء                | العداء               | الفريق                     | الوقت         |               |
| --------------------- | -------------------- | -------------------------- | ------------- | ------------- |
| 1                     | خوان أيوسو           | فريق الإمارات              | 4 س 31 د 48 ث |               |
| 2                     | ماتياس سكجلموس جنسن  | تريك سيغافريدو             | + 23 ث        |               |
| 3                     | Ben Tulett ‏          | Team Visma \| Lease a Bike | + 1 د 15 ث    |               |
| 4                     | مارك هيرشي           | سويس ريسينغ أكادمي ‏        | + 1 د 15 ث    |               |
| 5                     | Andrea Bagioli ‏      | تريك سيغافريدو             | + 1 د 15 ث    |               |
| 6                     | Dorian Godon ‏        | أيه إل أم                  | + 1 د 15 ث    |               |
| 7                     | Clément Champoussin ‏ | فريق آستانا                | + 1 د 15 ث    |               |
| 8                     | كوين سيمونز          | تريك سيغافريدو             | + 1 د 15 ث    |               |
| 9                     | وارن بارجويل         | سنويب                      | + 1 د 15 ث    |               |
| 10                    | لورينزو فورتوناتو    | فريق آستانا                | + 1 د 15 ث    |               |
|                       |                      |                            |               |               |
| مصدر: ProCyclingStats |                      |                            |               |               |

## وصلات خارجية
- الموقع الرسمي
- لمحة عن سباق لادروم كلاسيك 2025 على موقع  ProCyclingStats   (برو  سايكلنج  ستاتس) - إحصاءات  محترفي  الدراجات.
- لادروم كلاسيك 2025 على موقع إحصائيات الدراجات الإحترافية (الإنجليزية)